# 卫将军
卫将军，西汉到南北朝将军名号之一。
卫将军位次三司（三公），掌京师的禁卫军及边疆防卫。与大将军、骠骑将军、车骑将军皆位比公，秩万石，都是重要统兵将领。
汉文帝时始置卫将军，宋昌首任此职。因其掌领京师南北军，举足轻重，是禁军统帅。王莽时与更始将军、立国将军、前将军号为四将。以后与骠骑将军，车骑将军均开府置官属，不但独掌禁兵，并且预闻政务。
三国时魏汉吴均置卫将军，魏制秩第二品。晋朝与南北朝时成为优礼大臣的虚号，以加大臣、重要州郡长官。晋代卫将军开府者为位从公，在诸名号大将军之上，多作为军府名号。东晋南朝尤为要重，以中书监、尚书令兼任，统兵出征。北魏初加卫大将军则次仪同三司。魏孝文帝太和年间，加卫大将军则位在太子太师之上，太和十七年（493年），定为一品下，太和二十三年（499年）改为二品。南梁、南陈改为镇卫将军。隋唐时废除。